# Благоје Гавриловић
Благоје Гавриловић (Доле код Кладња, 4. април 1956 — Бијељина, 14. август 2011) био је потпуковник ВРС, командант Општинског штаба Територијалне одбране Републике Српске и командант Друге семберске лаке пјешадијске бригаде Војске Републике Српске. Био је председник Председништва Борачке организације Републике Српске, председник Борачке организације Општине Бијељина и носилац ордена Милоша Обилића.

## Биографија
Рођен је 4. априла 1956. у Долама. У Бијељину се преселио кад му је било четири године. На мјесту команданта Општинског штаба Територијалне одбране Републике Српске за Општину Бијељина је био од 1. априла 1992. па све до 6. јуна 1992, када је постао командант Друге семберске лаке пјешадијске бригаде Војске Републике Српске. Рањен је у борбама 1992. године, а председник Републике Српске га је 1993. одликовао орденом Милоша Обилића. Био је председник Председништва Борачке организације Републике Српске у периоду од 1998. до 2002. године, а затим и председник Борачке организације општине Бијељина од 1998. до 2002, те од 2010. до смрти.
Преминуо је 14. августа 2011. у Бијељини након болести, у 55. години живота. На дан његове сахране је одржана комеморација којој су присуствовали представници Владе Републике Српске, Борачке организације Републике Српске и општине Бијељина. Сахрањен је 15. августа 2011. на бијељинском Градском гробљу у Пучилама.